# نور أربكير
نور أربكير (الأرمينية: Նոր Արաբկիր، أيضا، أرابكير)، هو حي في يريفان، عاصمة أرمينيا. جزء من حي أربكير بالمدينة.